# Гимн Швейцарии
Национальным гимном Швейцарии является «Швейцарский псалом» (нем. Schweizerpsalm, фр. Cantique suisse, итал. Salmo svizzero, романш. Psalm svizzer).

## История гимна
История гимна начинается в 1841, когда Альберих Цвиссиг (нем. Alberich Zwyssig, 1808—1854), священник и композитор из Ури, получил письмо от Леонарда Видмера (нем. Leonhard Widmer, 1809—1867), музыканта, журналиста и поэта из Цюриха. В письмо был вложен текст патриотической поэмы, написанной Видмером, которую он хотел положить на музыку. Для нового текста Цвиссиг решил приспособить музыку написанного им в 1835 латинского церковного гимна «Diligam te Domine». 22 ноября 1841 года новая песня (получившая позднее название «Швейцарский псалом») впервые была исполнена перед жителями Цуга.
С тех пор псалом часто исполнялся во время разнообразных патриотических событий, но швейцарский Федеральный совет неоднократно отказывался признать Швейцарский псалом в качестве национального гимна (утверждая, что граждане сами должны решать, что использовать в качестве национального гимна).

### «Rufst du, mein Vaterland»
В 1961 Швейцарский псалом предварительно заменил «Rufst du, mein Vaterland» (на французском: «O Monts indépendants»; на итальянском: «Ci chiami o patria»; на ретороманском: «E clomas, tger paeis»), гимн Иоганна Рудольфа Висса (нем. Johann Rudolf Wyss, 1743—1818), на мелодию «Боже храни Королеву» (факт схожести с гимном Великобритании спровоцировал несколько дипломатических инцидентов). Наконец, после серии многочисленных референдумов и голосований в швейцарских кантонах 1 апреля 1981 песня Цвиссига-Видмера («Trittst im Morgenrot daher») была официально утверждена в качестве национального гимна Швейцарии.

### Авторы текстов перевода
Немецкий текст Леонарда Видмера (1809—1867) был переведён на все официальные языки Швейцарии. На французский язык перевод сделал Шарль Шателанат (1833—1907), на итальянский — Камилло Вальсанджакомо (1898—1978). Также существуют две ретороманские версии перевода. Ладинский текст — Гион Антони Бюллер (1825—1897). Сюрсильванский — Альфонс Тюор (1871—1904).